# Dzięcioł czerwonoplamy
Dzięcioł czerwonoplamy (Veniliornis affinis) – gatunek małego ptaka z rodziny dzięciołowatych (Picidae). Jest gatunkiem dosyć pospolitym, występującym na niemal całym obszarze Amazonii oraz na wschodnim wybrzeżu Brazylii. Jego głównym habitatem jest wilgotny las równikowy. Nie jest zagrożony.

## Systematyka
Gatunek po raz pierwszy zgodnie z zasadami nazewnictwa binominalnego opisał William Swainson, nadając mu nazwę Picus affinis. Opis ukazał się w 1821 roku w Zoological illustrations, or, Original figures and descriptions of new, rare, or interesting animals : selected chiefly from the classes of ornithology, entomology, and conchology, and arranged on the principles of Cuvier and other modern zoologists. Holotyp pochodzi z prowincji Bahia w Brazylii. W 2019 roku James Van Remsen Jr. zaproponował dołączenie Veniliornis i Leuconotopicus do rodzaju Dryobates. Ta propozycja została zaakceptowana przez South American Classification Committee (SACC), choć niejednogłośnie. Część autorów przyjęła to ujęcie systematyczne i np. serwis Birds of the World umieszcza wszystkie gatunki rodzaju Veniliornis w Dryobates. Inni, np. autorzy Kompletnej listy ptaków świata, listy ptaków świata opracowywanej we współpracy BirdLife International z autorami Handbook of the Birds of the World (6. wersja online: grudzień 2021) oraz Międzynarodowy Komitet Ornitologiczny (IOC), nadal jednak uznają rodzaj Veniliornis i zaliczają doń dzięcioła czerwonoplamego. IOC wyróżnia cztery podgatunki V. affinis:
- V. a. affinis (Swainson, 1821)
- V. a. hilaris (Cabanis & Heine, 1863)
- V. a. orenocensis Berlepsch & E. Hartert, 1902
- V. a. ruficeps (Spix, 1824).

### Etymologia
- Veniliornis: rodzaj Venilia Bonaparte, 1850 (dzięcioł); gr. ορνις ornis, ορνιθος ornithos „ptak”[12].
- affinis: łac. adfinis, affinis – pokrewny, podobny[13].

## Morfologia
Mały dzięcioł o dosyć długim, spiczastym, prostym, szerokim u nasady dziobie, którego górna część jest czarniawa, a dolna nieco jaśniejsza, ciemnoszara. Tęczówki w kolorze od czerwonobrązowego do brązowego. Nogi silne, od oliwkowoszarych do zielonoszarych. U samca pióra czoła i górnej części głowy tworzą cynamonowoczerwoną czapeczkę z czarnymi plamami na przedniej części i jaśniejszą w tylnej, które przechodzą w złotożółte pióra w górnej części szyi. Policzki, okolice oczu i uszu płowożółte z oliwkowatymi smugami. Podbródek i gardło płowe. Samica ma ciemną oliwkowobrązową czapeczkę przechodzącą w złocisty kark. Pokrywy skrzydeł oliwkowożółtawe z czerwonawymi końcami, lotki ciemnobrązowe i zielone, płowobiałe prążki na lotkach pierwszego i drugiego rzędu. Ogon ciemnobrązowy, prążkowany z ciemno oliwkowo-brązowymi przebarwieniami. Dolna część ciała od płowożółtej do białawej z ciemnobrązowymi prążkami, mocniej zaznaczonymi w górnej części. Młode osobniki ubarwione są jak dorosłe z niewielkimi różnicami: bardziej intensywne barwy, obie płcie mają czerwoną czapeczkę, u samic ograniczoną tylko do części centralnej głowy. Podgatunek V. a. orenocensis jest bardziej zielony z mniejszymi czerwonymi zabarwieniami głowy. V. a. hilaris jest nieco większy z wyraźnymi czerwonymi końcówkami na pokrywach skrzydeł. V. a. ruficeps ma wyraźniejsze czerwonawe przebarwienia na skrzydłach. Długość ciała około 15–18 cm, masa ciała wynosi 32–44 g.

## Zasięg występowania
Dzięcioł czerwonoplamy występuje na niemal całym obszarze Amazonii oraz na wschodnim wybrzeżu Brazylii. Zasiedla obszary od wysokości 100 do 1300 m n.p.m. W Wenezueli od 100 do 500 m n.p.m., do wysokości 850 m n.p.m. w Ekwadorze i do wysokości 1300 m n.p.m. w Peru. Jest gatunkiem osiadłym. Poszczególne podgatunki występują:
- V. a. affinis – we wschodniej Brazylii w stanach Alagoas, Pernambuco i wschodniej części stanu Bahia. Jest podgatunkiem, którego zasięg występowania jest najbardziej wysunięty na wschód.
- V. a. hilaris – we wschodnich częściach Peru i Ekwadoru oraz w zachodniej Brazylii, na wschód do rzeki Madeira, na południe do północnej Boliwii i zachodniej części stanu Mato Grosso,
- V. a. orenocensis – w południowo-wschodniej Kolumbii w departamentach Meta, Caquetá, Putumayo i Vaupés, w południowej Wenezueli i północnej Brazylii na północ od Amazonki,
- V. a. ruficeps – w środkowej i północno-wschodniej Brazylii na południe od Amazonki (na wschód od rzeki Madeira) i na południe do Mato Grosso[6].

## Ekologia
Jego głównym habitatem są wysokie lasy deszczowe, rzadziej częściowo zalesione tereny z wtórnym zalesieniem i zarośla. Podstawą pożywienia są stawonogi uzupełniane dietą z owoców. Żeruje głównie pojedynczo, sporadycznie parami. Regularnie spotykany jest w mieszanych stadach z innymi gatunkami ptaków. Żeruje głównie w wysokich i średnich partiach lasu, rzadko w niskich, zwłaszcza na skrajach lasów.

### Rozmnażanie
Sezon lęgowy prawdopodobnie trwa w okresie od stycznia do września. Brak innych informacji na temat rozmnażania i wychowywania piskląt.

## Status
W Czerwonej księdze gatunków zagrożonych IUCN dzięcioł czerwonoplamy klasyfikowany jest jako gatunek najmniejszej troski (od 1988 roku LR/LC – Lower Risk/Least Concern, od 2004 roku LC – Least Concern). Zasięg jego występowania według szacunków organizacji BirdLife International obejmuje około 9,29 mln km². Liczebność populacji nie została oszacowana, ale ptak ten jest opisywany jako dosyć pospolity. Trend liczebności populacji uznawany jest obecnie za stabilny, jednak ze względu na wylesianie Amazonii szacuje się, że jego liczebność może spadać.